# Nerja

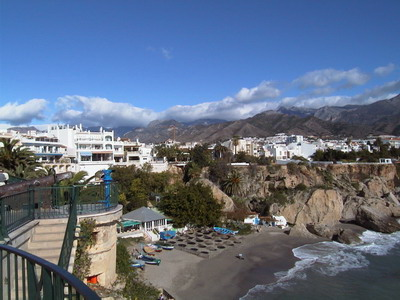
Nerja des del Balcón de Europa

Nerja és un municipi de la província de Màlaga (Espanya) i el poble més oriental de la comarca de la Axarquía. És una destinació turística pertanyent a la Costa del Sol. Té una població oficial de prop de 20.000 habitants, una cinquena part dels quals són residents estrangers, predominantment anglesos. Limita: al N amb el municipi de Cómpeta, al NE amb un municipi granadí, a l'I amb el municipi granadí d'Almuñécar, al S amb el mar Mediterrani, a l'O amb el municipi de Torrox, i al NO amb el municipi de Frigiliana. Pedanía: Maro.
- Parc Natural de Serra Tejeda, Alhama i Almijara (compartit amb la província de Granada)
- Paratge Natural Els penya-segats de Maro.

Està situat a uns 50 km a l'est de la ciutat de Màlaga, i queda a dues hores rn cotxe de la ciutat de Granada i de l'estació d'esquí de Serra Nevada. La zona té una llarga història d'habitació humana, com ho mostren les pintures rupestres de la famosa Cova de Nerja, descoberta el 1959 i avui dia el lloc turístic espanyol més visitat després del Museu del Prado de Madrid i l'Alhambra de Granada. Sota la dominació musulmana, rebé el nom de Narixa, que significa «font abundant» i que és l'origen del nom actual.

## Llocs d'interès
Nerja ha conservat l'estil i l'atmosfera de la tradició andalusa. La plaça de l'Església, és un punt cívic de trobada, amb bars i restaurants típics. Un altre punt d'atracció és el "Balcón de Europa", amb vistes al mar i a l'interior muntanyós.

## La Cova de Nerja
Per un desviament a la N-340 a 4 km de Nerja, s'accedeix a la Cova de Nerja. Descoberta el 1959, és una de les coves de més bellesa d'Europa per la formació de les cavitats característiques que s'originen per l'erosió que es produeix a l'aigua.
De totes elles, destaca la gran columna central de la "Sala del Cataclisme" amb 32 m d'altura, i per la seva formació es va necessitar la caiguda de 1.000 milions de gotes d'aigua aproximadament. Ascendint per la sala anterior, es pot trobar la "Sala de los Fantasmas" i la "Sala de la Cascada". Seguidament es troben els coneguts "Orgues", decorats amb signes esquemàtics rupestres, cosa que indica la presència d'una cultura primitiva.

## Platges de Nerja i voltants
El conjunt de cales que apareixen entre els penya-segats rocosos pels que la població s'obre al mar, es caracteritzen per der de mida petita. Només la "Playa del Salon", a l'extrem occidental del grup, fa 200 m d'amplada.
Algunes d'aquestes petites platges són: la "Carabriello Chico", "Carabeo", "el Chorrillo I", "el Chorrillo II", " el Chorrillo III", "Calahonda", "la Burriana", "la Caletilla" "la Playa del Salon", "Carabeo", "Las Alberquillas", "Torrecilla", "Maro", "Molino de papel", "Cala Cañuelo" i "Cala del pino".
Al parc natural dels penya-segats de Maro hi ha les platges de Maro.

## Festes
- "Las Fiestas del Pueblo", les Festes de Nerja (12 d'octubre).
- Festa del trasllat a les coves de Sant Isidro de Nerja (15 de maig), amb els participants habillats en vestits tradicionals.